# 司馬
司馬（しば）は、古代中国の官職名である。王朝によりその職務の範囲は異なる。

## 中央政府の官職として
西周が始まった時、三公を最高官とし、それに次ぐ位として六卿を置き、特に司徒、司馬、司士、司空、司寇を五官と呼んだ。司馬は軍政と軍務を司った。春秋戦国時代、楚は「令尹」と「大司馬」の二職を置いた。《春秋左氏伝》によれば「司馬將中軍、令尹將左、右尹子辛將右過申。」等とあり、どちらにも軍権があった。軍の統制はその時の状況次第で、制度としてはそれほど厳格ではなかった。漢の武帝は大司馬を置き、さらには「大司馬将軍」のような付加号ともした。他にも武帝は大将軍と同格として驃騎将軍を定めたりもした。後漢では大司馬は太尉と名が改められた。隋・唐以後の三省六部制では兵部尚書の別称（雅称）として司馬が用いられた。

## 軍官として
東周と戦国時代、司馬は各軍に置かれた。軍の将帥を補佐し、大夫を従える地位だった。《尉繚子》は「(兵士)百人には卒を一人、千人には司馬一人、万人には将を一人(おいて)令する。(そうすれば)少をもって衆を誅し、弱をもって強を誅す(ことができる)」 これを見ると司馬の職は将軍の下にある。
漢や魏晋南北朝では、将軍は幕府(司令部あるいは軍政府)を開き、府には補佐として長史や参軍、主簿などの属官の一人として司馬が置かれた。蜀漢の丞相諸葛亮は、北伐中の漢中丞相府の長史・司馬と、成都留府の長史・司馬がそれぞれ任命された。また、将軍の配下で別部隊を率いる別部司馬が置かれることもあった。劉備は公孫瓚の別部司馬となり、その劉備が平原国の相に任じられると、関羽や張飛が劉備の別部司馬となった。司馬昭は山濤を行軍司馬とし、胡三省は「行軍司馬の号はこれに始まる」と記した。
宋では司馬は銅印黒綬と絳(深紅色)服と武冠を身につけていた。隋では州には司馬はおかれず、かわりに治中が置かれた。

## 地方官として
唐代、州に司馬を置き、刺史の補佐としたが、実際の職務はなく、主に左遷先に使われた。元和10年に白居易は越権行為を咎められて江州（現在の江西省九江市）の司馬に左遷された。彼はここで名作《琵琶行》を書いた。その末尾は以下の通り。
座中泣下誰最多　江州司馬青衫濕
明・清では士大夫は同知の雅称として司馬を用いた。